# فؤاد ذكري
مشير فخري فؤاد محمد أبو ذكري (17 نوفمبر 1923 - 26 يناير 1983) قائد القوات البحرية في حرب أكتوبر. وهو المخطط لعملية المدمرة إيلات عام 1967 ويعد من أبرز قادة القوات البحرية في التاريخ المصري الحديث، وهو ضابط البحرية الوحيد الذي وصل إلى رتبة فريق أول بحري ثم رتبة مشير في تاريخ العسكرية المصرية.

## مولده ونشأته
ولد الفريق أول فؤاد ذكري في السابع عشر من شهر نوفمبر عام 1923، وهو من أبناء العريش.
وفي الثاني من شهر فبراير عام 1946 تخرج برتبة ملازم بحري، وعمل في وحدات البحرية العائمة بالفرقاطات والكاسحات ثم تولى قيادة قاعدة الإسكندرية البحرية، وقيادة المدمرة القاهر ثم المدمرة الظافر.
منذ 1959 وحتى 1963 تولى قيادة لواء المدمرات، ثم تولي رئاسة شعبة العمليات الحربية، وبعد أسبوع من هزيمة يونيو 1967 عُينّ قائداً للقوات البحرية خلفاً لسليمان عزت فأعاد بناء القوات البحرية المصرية وخطط لأروع إنجازاتها التي تحققت في معارك الاستنزاف وأكتوبر 1973.

## حرب الاستنزاف
خلال توليه قيادة البحرية المصرية خلال حرب الاستنزاف، تمكن زورقا صواريخ مصريين من إغراق المدمرة إيلات قبالة سواحل بورسعيد في 21 أكتوبر 1967 لكن عقب الإنزال البرمائي الإسرائيلي في الزعفرانة في 9 سبتمبر 1969 أقاله الرئيس جمال عبد الناصر لعدم تحريكه قطعة بحرية لاعتراض القوات الإسرائيلية وخلفه العميد محمود فهمي في قيادة البحرية المصرية في 12 سبتمبر.

## حرب أكتوبر
بتولي السادات الرئاسة، أجرى عدة تغييرات كبيرة في قيادات فروع الجيش المصري ومنها عودة فؤاد أبو ذكري لقيادة البحرية في أكتوبر 1972 والتي ظل قائداً لها حتى نوفمبر 1976 برز دور البحرية المصرية خلال حرب أكتوبر من خلال إغلاق مضيق باب المندب في وجه الملاحة الإسرائيلية والسفن المتوجهة إلى ميناء إيلات وزرع الألغام البحرية والتجسس على الموانئ الإسرائيلية في البحر المتوسط لكنها لم تشن هجمات على القطع البحرية الإسرائيلية.
في شهر سبتمبر 1973 نُشر خبر صغير بالصحف عن توجه ثلاث قطع بحرية مصرية إلى أحد الموانئ الباكستانية لإجراء العمرات وأعمال الصيانة الدورية لها، وبالفعل تحركت القطع الثلاث وهي الفاتح والظافر والفرقاطة رشيد من سفاجا، وكانت أول محطة لها في ميناء عدن وهناك أمضت أسبوعاً ثم صدر لهم الأمر بالتوجه إلى أحد الموانئ الصومالية في زيارة رسمية استغرقت أسبوعاً آخر لزيارة بعض الموانئ الصومالية، ثم عادت القطع الثلاث من جديد إلى عدن وهناك وصلتها مظاريف مغلقة وأوامر بعدم فتحها إلا بعد أن تصلهم إشارة معينة، وفي مساء الخامس من أكتوبر 1973 م جاءتهم الإشارة الكودية وعندما فتحوا المظاريف الثلاث علموا أنها الحرب المنتظرة، وصدرت الأوامر بالتوجه فوراً ليس إلى باكستان كما هو معلن، ولكن إلى مواقع محددة لها عند مضيق باب المندب في سرية تامة عند نقط تسمح لها بمتابعة حركة جميع السفن العابرة في البحر الأحمر رإدارياً وتفتيشها، ولم تجرؤ سفينة إسرائيلية واحدة على عبور مضيق باب المندب طوال الحصار، وكانت الأوامر لهذه الوحدات الثلاث بتفتيش السفن المشتبه في اتجاهها إلى إسرائيل ومنعها، وإذا لم تمتثل يتم إطلاق مدفعية عليها حتى يتم تطبيق الإعلان الملاحي لوزارة الخارجية المصرية والخاص بتحديد المناطق المحظور فيها الملاحة في البحرين الأبيض والأحمر، كما انتشرت الغواصات المصرية بين المنطقة ما بين جدة وبور سودان وكانت مكلفة بتدمير أي وحدة بحرية متجهة شمالاً إلي ميناء إيلات، ونفذت هذه الوحدات مهامها على أكمل وجه فقد اعترضت المدمرات 200 سفينة تجارية.

## بعد حرب أكتوبر
يعد الفريق أول فؤاد ذكري أحد خمسة من كبار القادة المصريين في حرب أكتوبر الذين صدر في شأنهم قانون من مجلس الشعب بأن يظلوا في خدمة القوات المسلحة مدى الحياة. وبعد انتهاء معارك أكتوبر حرص الفريق أبو ذكري على ترك موقعه لغيره وطلب هذا رسمياً عدة مرات إلى أن استجيب لطلبه، ولكنه تعين مستشاراً للبحرية بدرجة وزير.
حصل الفريق أول فؤاد ذكري علي العديد من الأوسمة والنياشين تقديراً لكفاءته وإنجازاته العسكرية.

## حياته الشخصية
تزوج الفريق فؤاد ذكري من السيدة نادية السيد الشاذلي وأنجبا ثلاث بنات.

## وفاته
توفي الفريق أول فؤاد ذكري نتيجة مضاعفات مرض السرطان في 26 يناير 1983 بلندن عن عمر يناهز 59 سنة.

## معرض الصور

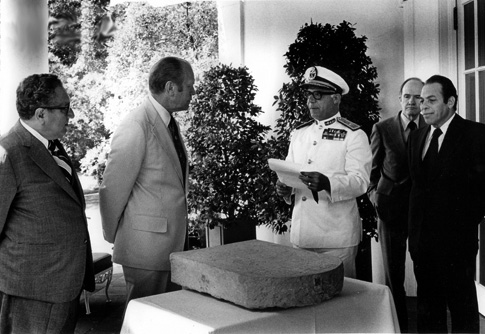
الأدميرال فؤاد أبو ذكري مع الرئيس الأمريكي جيرالد فورد وهنري كيسنجر في البيت الأبيض، 1976
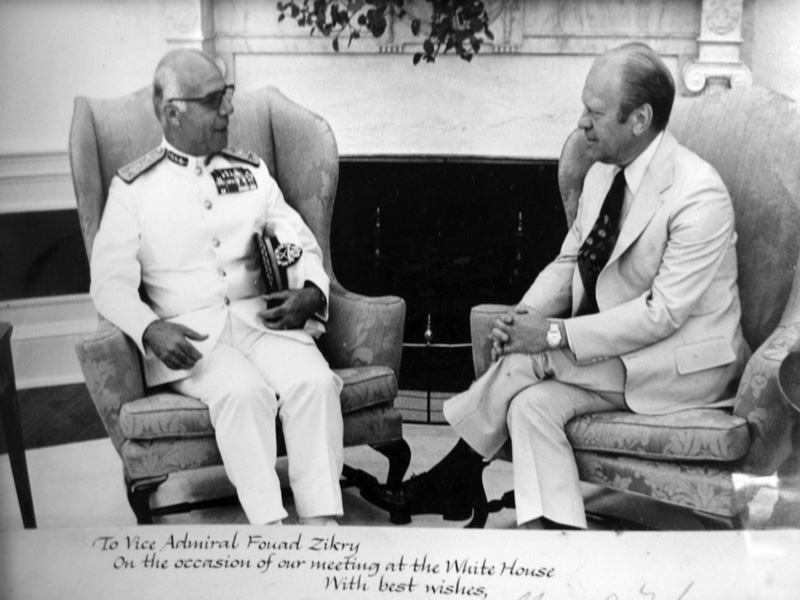
الأدميرال فؤاد أبو ذكري مع الرئيس الأمريكي جيرالد فورد.
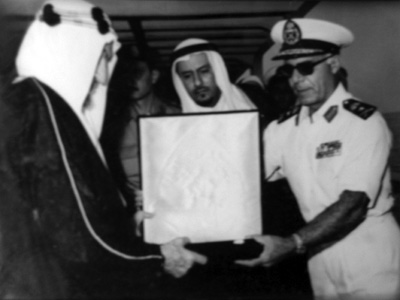
مع الملك فيصل.
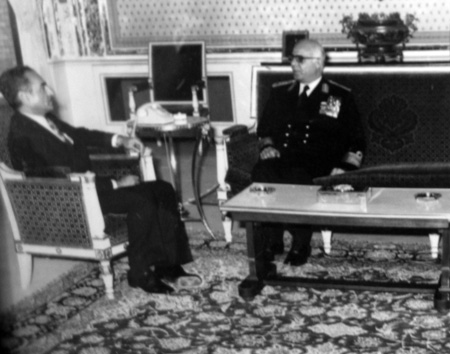
مع رضا بهلوي.
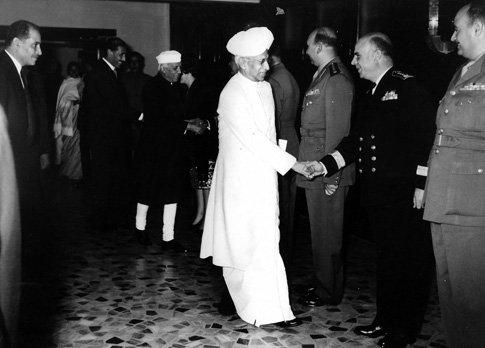
في استقبال الرئيس الهندي ورئيس الوزراء الهندي جواهر لال نهرو.
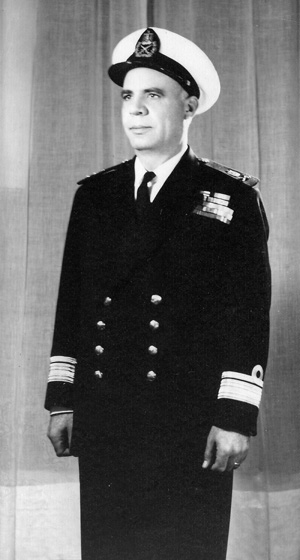
الأدميرال فؤاد أبو ذكري في 1969.
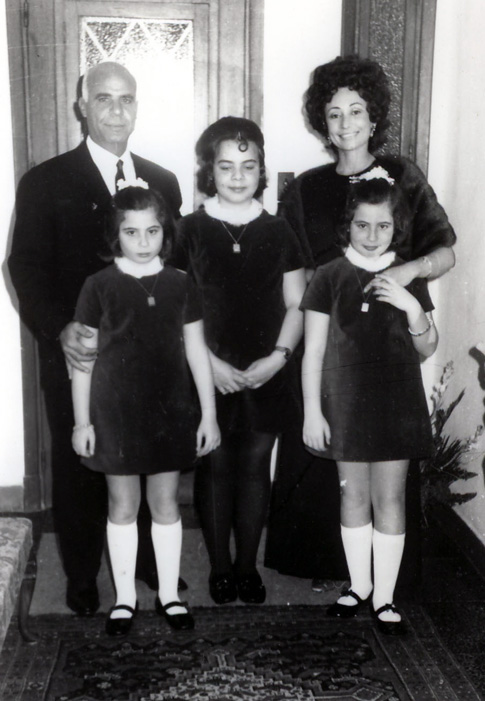
مع أسرته في 14 فبراير 1971.
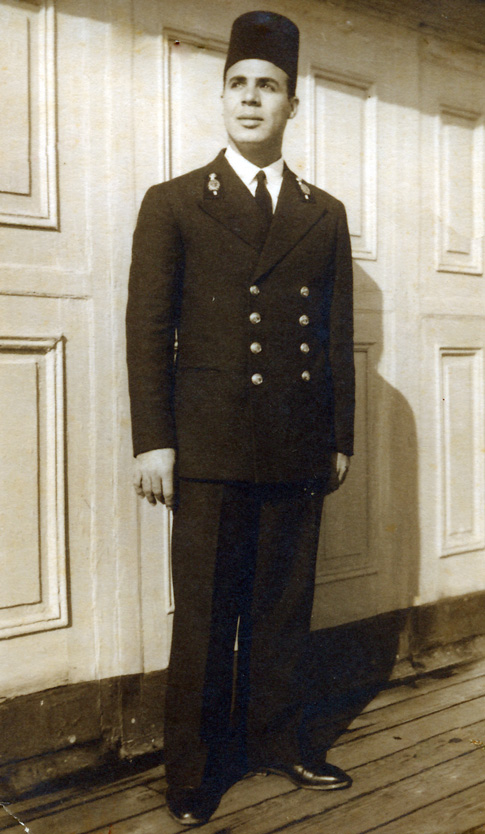
عقب تخرجه في 1944.
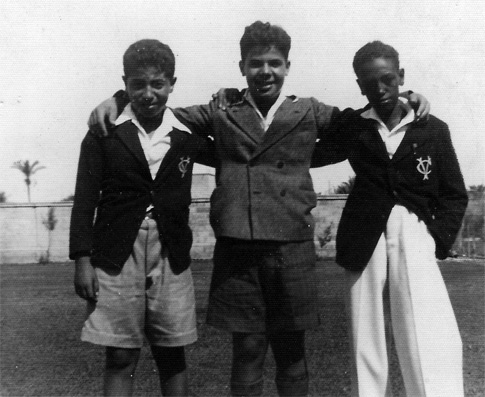
فؤاد أبو ذكري (في الوسط) في مدرسة فيكتوريا، الإسكندرية، حوالي 1933.
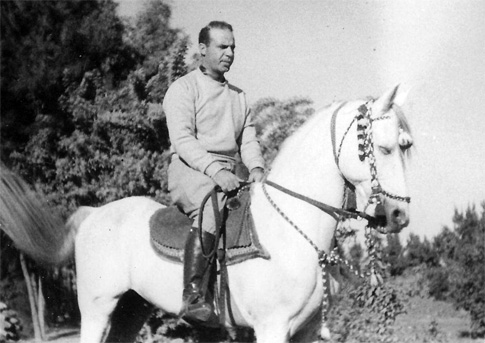
بينما يمتطي صهوة جواد في 1962.